# Traité de Tirana (1915)
Le Traité de Tirana est un accord conclu entre le gouvernement royal serbe et le gouvernement albanais établi à Durrës le 28 juin 1915.

## Contexte

### Alliance avec la Serbie
Le 17 septembre 1914, Essad Pacha Toptani, premier ministre d'un gouvernement installé à Durrës signe avec le président du conseil serbe, Nikola Pašić, un premier traité, liant fortement l'Albanie, alors tout juste indépendante, à la Serbie.
Ce traité place la principauté sous influence serbe : en effet, le gouvernement d'Essad Pacha accorde à la Serbie, en dépit de l'égalité formelle entre les signataires, une influence prépondérante en Albanie ; en effet, des institutions, une force de police et une politique économique et commerciale communes doivent être mises en place.

### Intervention serbe en Albanie
Le 29 mai 1915, Le gouvernement de Belgrade détache une force de 20 000 soldats pour assurer son influence en Albanie, alors en proie à l'anarchie. En effet, le gouvernement serbe redoute non seulement la chute du gouvernement d'Essad Pacha, avec lequel a été conclu l'accord du 17 septembre 1914, mais aussi une insurrection albanaise généralisée sur les arrières des armées serbes déployées face à la double monarchie.
Cette armée parvient à Tirana le 9 juin suivant, brisant rapidement la résistance des révoltés traditionalistes, encouragés par les Ottomans et financés par la double monarchie.
Dans les jours qui suivent, les unités serbes prennent le contrôle du centre du pays, tandis que des troupes monténégrines s'emparent de Scutari,.
Cette intervention tente de mettre un terme à l'insécurité qui règne le long de la frontière entre les deux deux monarchies balkaniques ; ces troubles, récurrents depuis la fin de la deuxième guerre balkanique, sont encouragés en financés en sous-main par les représentants de la double monarchie sur place.

## Signature
Le traité est signé le 28 juin 1915, par Ljubomir Jovanović, ministre de l'intérieur serbe, et Essad Pacha Toptani, chef de faction albanaise à la tête d'un gouvernement établi à Durrës.

## Termes de l'accord
Le traité confirme les accords conclus le 17 septembre 1914 entre Essad Pacha Toptani et le gouvernement serbe.
Le traité permet ainsi à la Serbie, dans le cadre d'une alliance militaire avec un gouvernement albanais, de mener des opérations militaires dans la principauté, à l'appel du gouvernement de Pacha Toptani.